# 美味代價
《美味代價》（英語：Food, Inc.）是一部有關於美國食品安全議題的紀錄片，於2008年由艾美獎製片人羅伯特·肯納執導並參與監製，並由艾瑞克·西洛瑟與麥可·波倫參與影片旁白，在片中探討了現今美國農業與畜牧業在企業化經營之後，經由農業企業所生產的食品是如何的有礙健康，以及生產過程對於環境是如何的不友善，甚至有虐待牲畜與員工的情形發生。

## 腳註
1. ↑  Box Office Information for Food, Inc. （页面存档备份，存于） The Wrap，2014年3月9日檢閱。
2. ↑  "Food, Inc." BoxOfficeMojo.com. February 27, 2010. （页面存档备份，存于），2014年3月9日檢閱。
3. .   [2021-10-21]. （原始内容存档于2021-10-21）.
4. .   [2016-02-25]. （原始内容存档于2016-03-05）.
5. .   [2016-02-25]. （原始内容存档于2020-10-24）.
6. ↑  Severson, Kim. "Eat, Drink, Think, Change." （页面存档备份，存于） The New York Times. ，2009年6月3日。
7. ↑  Biancolli, Amy. "Review: 'Food, Inc.' Not for the Squeamish." （页面存档备份，存于） San Francisco Chronicle.，2009年6月12日。

## 外部連結
- 官方网站
- 互联网电影数据库（IMDb）上《美味代價》的资料（英文）
- AllMovie上《美味代價》的资料（英文）
- Box Office Mojo上《美味代價》的資料（英文）
- 爛番茄上《美味代價》的資料（英文）